# Symmachia maeonius
Symmachia maeonius is een vlindersoort uit de familie van de prachtvlinders (Riodinidae), onderfamilie Riodininae.
Symmachia maeonius werd in 1888 beschreven door Staudingerl.